# Stade Lamine Guèye
Le Stade Lamine Guèye est un stade omnisports sénégalais servant principalement pour le football, situé dans la ville de Kaolack.
Doté de 8 000 places, le stade est l'enceinte à domicile du club de football de l'ASC Saloum.